# Raeto Raffainer
Raeto Raffainer (* 1. Januar 1982 in Wolhusen) ist ein Schweizer Eishockeyfunktionär und ehemaliger -spieler.

## Karriere
Raffainer spielte in der Nachwuchsbewegung des EHC St. Moritz und später beim HC Davos, für den er in der Saison 2000/01 seinen Einstand in der Nationalliga A (NLA) gab. Er besuchte das Sport-Gymnasium Davos und gehörte dort 1997 zum ersten Jahrgang. Im Verlauf seiner Karriere spielte er auch für die ZSC Lions, den SC Bern, die SC Rapperswil-Jona Lakers sowie den HC Ambrì-Piotta in der NLA und bestritt insgesamt 577 Spiele in der höchsten Liga. Zudem kam er auf sieben A-Länderspiele.
Bereits während seiner letzten Spielerstation bei den GCK Lions in der Nationalliga B sammelte Raffainer erste Erfahrungen bei der Ausbildung von Nachwuchsspielern, im Februar 2015 trat er beim Schweizer Eishockeyverband das Amt des Direktors der Nationalmannschaften an, nachdem er seine Spielerlaufbahn zuvor wegen einer Hirnerschütterung beendet hatte. In seine Amtszeit fielen die Vizeweltmeisterschaft der Herren-Nationalmannschaft in Dänemark im Jahr 2018, der Halbfinaleinzug der U20-Nationalmannschaft an der WM 2019 und das Erreichen des Viertelfinals der weiblichen U18-Nationalmannschaft an der WM 2019. In der Sommerpause 2019 gab der HC Davos Raffainers Verpflichtung als Sportchef bekannt und hatte diese Position bis 2021 inne. Anschließend übernahm er beim SC Bern die Gesamtleitung für den sportlichen Bereich, bevor er am 29. August 2022 das Amt als Geschäftsführer der SC Bern Eishockey AG von Marc Lüthi übernahm. Im April 2023 trennten sich Raffainer und der SC Bern.
Beim internationalen Eishockeyverband IIHF wurde er 2015 Mitglied des Trainerausschusses. 2021 wurde er ebenfalls in das Führungsgremium des Verband, den IIHF-Ausschuss gewählt.